# Горемыкин, Алексей Петрович
Алексей Петрович Горемыкин (20 марта 1926 года — 2004 год) — бригадир монтажников Братского участка треста «Гидроэлектромонтаж» Министерства энергетики и электрификации СССР, Иркутская область. Герой Социалистического Труда.

## Биография
Алексей Горемыкин родился 20 марта 1926 года в селе Симоновское Волховского района Ленинградской области в рабочей семье. В 1940 году окончил семилетнюю школу и начал учёбу в железнодорожном училище. В 1941 году работал учеником электромонтёра на восстановлении Волховской ГЭС. Принимал участие в монтаже электротехнического оборудования Челябинской ТЭЦ, Свирских гидроэлектростанций, Нивской, Гюмушской, Волжской гидроэлектростанций.
В 1961 году командирован на строительство Братской ГЭС бригадиром по монтажу трансформаторов. Общая мощность смонтированных трансформаторов на Братской ГЭС его бригадой составляет более шести миллионов киловатт-ампер. Внедрив ряд рационализаторских предложений, Горемыкин сократил сроки монтажа мощных трансформаторов до 18-22 дней вместо 40-60, предусмотренных техническими нормами. 23 февраля 1966 года указом Президиума Верховного Совета СССР за выдающиеся успехи, достигнутые в сооружении Братской гидроэлектростанции, большой вклад, внесенный в разработку и внедрение новых технических решений и прогрессивных методов труда в строительстве гидросооружений, линий электропередачи и монтаже оборудования присвоено звание Героя Социалистического Труда с вручением ордена Ленина и золотой медали «Серп и Молот».
В 1967 году под его руководством был выполнен монтаж головных трансформаторов на Красноярской ГЭС. Затем монтировал электротехническое оборудование на строительстве Усть-Илимской ГЭС, Братского лесопромышленного комплекса, Братского алюминиевого завода. С 1981 года работал в тресте «Севэлектромотаж» в городе Ленинград.

## Награды
- Медаль «За трудовое отличие», 31 июля 1953 года
- Орден Трудового Красного Знамени, 9 августа 1958 года
- Орден Ленина, 23 февраля 1966 года
- Медаль «Серп и Молот», 23 февраля 1966 года

## Примечание
1. ↑  Горемыкин Алексей Петрович. www.warheroes.ru. Дата обращения: 24 февраля 2020. Архивировано 22 января 2018 года.
2. 1 2  Бархатов Ю. М. Иркутяне- Герои Социалистического Труда. — Иркутск: Оттиск, 2013. Архивировано 2 апреля 2022 года.